# Sweet Heart Sweet Light
Sweet Heart Sweet Light è il settimo album discografico in studio del gruppo musicale inglese Spiritualized, pubblicato nel 2012.

## Tracce
Tutte le tracce sono di Jason Pierce tranne dove indicato.
1. Huh? (Intro) – 1:00
2. Hey Jane – 8:51
3. Little Girl – 3:43
4. Get What You Deserve – 6:47
5. Too Late – 3:45
6. Headin' for the Top Now – 8:22
7. Freedom – 4:31
8. I Am What I Am (Pierce, Dr. John) – 4:37
9. Mary – 6:11
10. Life Is a Problem – 4:02
11. So Long You Pretty Thing (Pierce, Poppy Spaceman) – 7:49